# Okno Skalne w Górze Birów
Okno Skalne w Górze Birów – schronisko w skałach Birowa, na których wybudowano Gród na Górze Birów. Znajduje się we wsi Podzamcze w województwie śląskim, powiecie zawierciańskim, w gminie Ogrodzieniec. Pod względem geograficznym jest to obszar Wyżyny Częstochowskiej, będącej częścią Wyżyny Krakowsko-Częstochowskiej.

## Opis obiektu
Okno Skalne znajduje się w skale Okiennik Birowski na wschodniej stronie Birowa. Położone jest wysoko, pod szczytem skały. Dostać się do niego można tylko ryzykowną wspinaczką po śliskim progu skalnym, z którego następnie trawersuje się do otworu trawiastą i pochyłą półką.
Schronisko składa się z bardzo krótkiego fragmentu kanału krasowego. Ma on bardzo regularny, prawie kolisty przekrój. Zachował się tylko jednometrowej długości odcinek tego kanału. Pozostałą część schroniska tworzy półka z okapem o kształcie półkolistym. Schronisko jest całkowicie widne i przewiewne. Ma ściany wygładzone przez wodę. Brak jakichkolwiek nacieków jaskiniowych. W niektórych miejscach półki rośnie trawa.
Schronisko jest dobrze widoczne od podstawy skały. Ze względu na trudny dostęp odwiedzane jest tylko przez wspinaczy skalnych. Prowadzi przez niego droga wspinaczkowa o nazwie Didaskalia (VI.1 w skali polskiej). Po raz pierwszy opisał go Biernacki w 1971 r. Plan opracował A. Polonius w 2010 r.

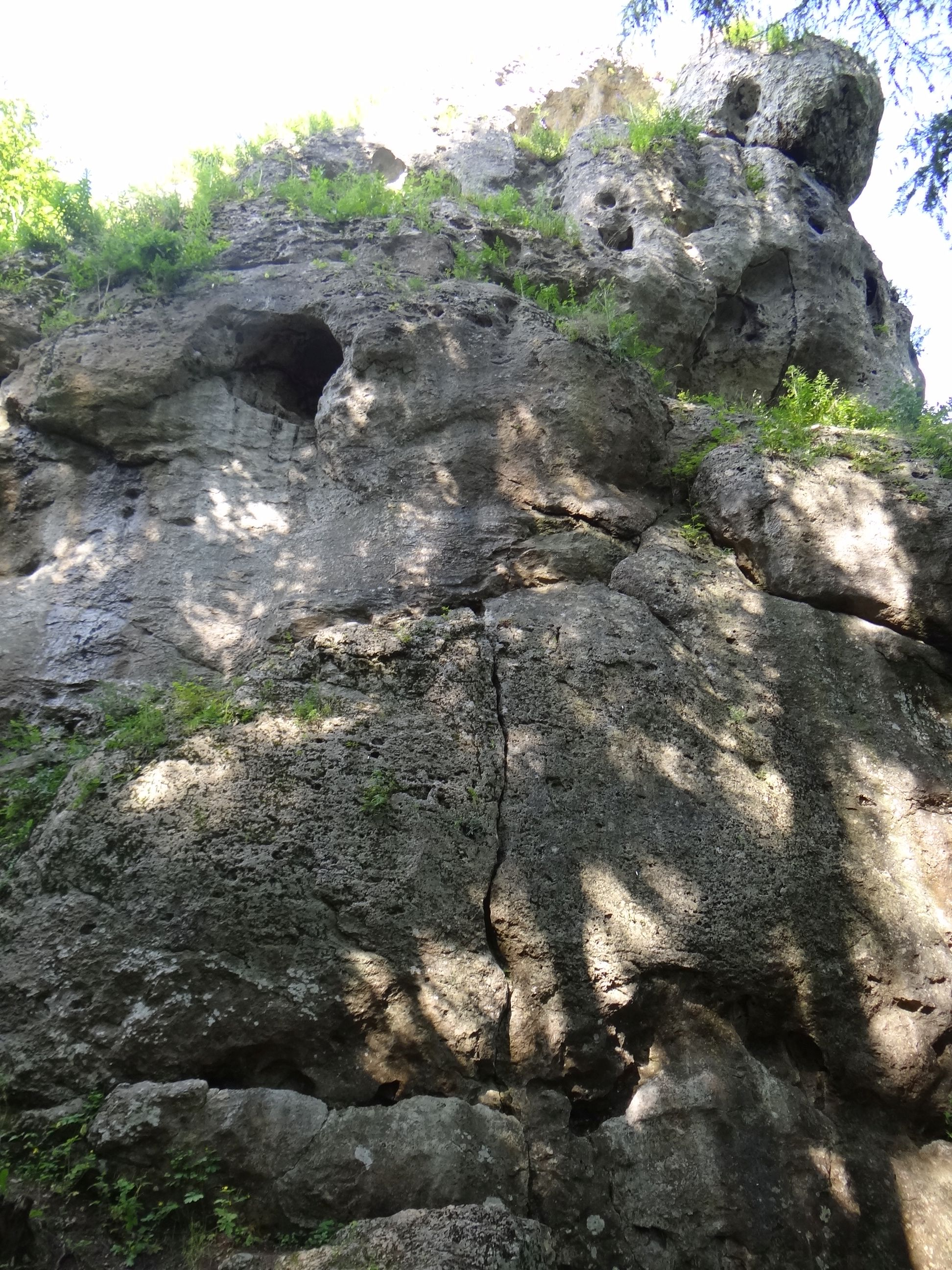
Okiennik Birowski z otworem schroniska